# Hadena expulsa
Hadena expulsa är en fjärilsart som beskrevs av Achille Guenée 1852. Hadena expulsa ingår i släktet Hadena och familjen nattflyn. Inga underarter finns listade i Catalogue of Life.